# 배드 가이즈
《배드 가이즈》(영어: The Bad Guys)는 2022년 개봉한 미국의 하이스트 코미디 애니메이션 영화이다. 에런 블레이비가 쓴 동화 시리즈 《배드 가이즈》를 원작으로 한다. 피에르 페리펠이 감독을 맡았으며, 드림웍스 애니메이션이 제작하고, 유니버설 픽처스가 배급을 하였다. 성우진으로 샘 록웰, 마크 매런, 아쿼피나, 크레이그 로빈슨, 앤서니 라모스, 리처드 아이오아디, 저시 베이츠가 참여하였다.

## 줄거리
"내 친구들을 소개하지!"
만능 열쇠 스네이크, 천재 해커 타란튤라, 부캐 부자 샤크, 급발진 파이터 피라냐와 리더 울프는 '배드 가이즈'라는 그룹으로 이루어진 악당 조직. 배드 가이즈는 값어치가 나가는 평화의 돌고래 상을 훔치려고 하다가 결국 걸리고 만다.
마멀레이드 박사의 추천으로 이들은 '올바른 갓 생활' 프로젝트에 참여하게 되는데...

## 성우진
| 배역            | 영어 성우         | 한국어 성우 |
| --------------- | ----------------- | ----------- |
| 미스터 울프     | 샘 록웰           | 신용우      |
| 미스터 스네이크 | 마크 매런         | 엄상현      |
| 미즈 타란툴라   | 아쿼피나          | 원에스더    |
| 미스터 샤크     | 크레이그 로빈슨   | 김현수      |
| 미스터 피라냐   | 앤서니 라모스     | 정주원      |
| 마멀레이드 박사 | 리처드 아이오아디 | 김혜성      |
| 다이앤 폭싱턴   | 저시 베이츠       | 이명희      |
| 미스티 러긴스   | 앨릭스 보스틴     | 김현심      |
| 티퍼니 플러핏   | 릴리 싱           | 김예림      |

## 원작 만화책
| 성부     | 부제                                                 | 출시일 ( 호주) | 출시일 ( 대한민국) |
| -------- | ---------------------------------------------------- | -------------- | ------------------ |
| 1부      | ‘착한 친구들’의 탄생 (The Bad Guys)                  | 2015년 7월     | 2021년 7월 5일     |
| 2부      | 해킹 대작전 (Mission Unpluckable)                    | 2015년 11월    | 2021년 7월 5일     |
| 3부      | 귀염둥이의 두 얼굴 (The Furball Strikes Back)        | 2016년 5월     | 2021년 8월 5일     |
| 4부      | 좀비 고양이의 습격 (Attack of the Zittens)           | 2016년 10월    | 2021년 9월 20일    |
| 5부      | 느닷없이 우주 여행 (Intergalactic Gas)               | 2017년 5월     | 2021년 11월 10일   |
| 6부      | 외계 괴물과의 한판 승부 (Alien vs. Bad Guys)         | 2017년 10월    | 2022년 1월 5일     |
| 7부      | 위험천만 시간 여행 (Do-You-Think-He-Saurus?)         | 2018년 5월     | 2022년 2월 25일    |
| 8부      | 초능력자로 거듭나기 (Superbad)                       | 2018년 10월    | 2022년 3월 30일    |
| 9부      | 덩치 크고, 무섭고, 나쁜 늑대 (The Big Bad Wolf)      | 2019년 5월     | 2022년 4월 25일    |
| 10부     | 끝까지 뭉친다! (The Baddest Day Ever)                | 2019년 10월    | 2022년 4월 25일    |
| 11부     | 어둠의 지배자 (Dawn of the Underlord)                | 2020년 5월     | 2022년 8월 30일    |
| 12부     | 그분의 정체?! (The One?!)                            | 2020년 10월    | 2022년 11월 5일    |
| 13부     | 멀티버스 원정대 (Cut to the Chase)                   | 2021년 5월     | 2023년 1월 15일    |
| 14부     | 벌집을 들쑤시다! (They're Bee-Hind You!)             | 2021년 10월    | 2023년 3월 25일    |
| 15부     | 입 크게 벌리세요, 아~악! (Open Wide and Say Arrrgh!) | 2022년 5월     | 2023년 7월 30일    |
| 16부     | 또 다른 분들의 또 다른 활약 (The Others?!)           | 2022년 10월    | 2024년 3월 10일    |
| 17부     | 게임을 시작하지! (Let The Games Begin!)              | 2023년 6월     | 2024년 12월 10일   |
| 18부     | (Look Who's Talking!)                                | 2023년 10월    |                    |
| 19부     | (The Serpent And The Beast)                          | 2024년 5월     |                    |
| 20부(終) | (One Last Thing)                                     | 2024년 10월    |                    |